# International Convention on the Suppression and Punishment of the Crime of Apartheid (ICSPCA)
International Convention on the Suppression and Punishment of the Crime of Apartheid (ICSPCA) är en internationell konvention från 1973 som förklarar apartheid och därmed jämförbara tillstånd vara ett brott mot mänskligheten enligt internationell lag. 
Den antogs år 1973 av FN:s generalförsamling efter att Sovjetunionen och Guinea lämnat in ett utkast till resolution år 1971. Konventionen har år 2008 31 underskrifter och 107 deltagande stater.